# Puente San Antonio (El Salvador)
Puente río San Antonio es un puente de la República de El Salvador ubicado sobre la carretera del litoral, específicamente km 33.8 entre  Puerto de La Libertad y San Diego, el nuevo puente está ubicado sobre el río del mismo nombre y es una donación de la Agencia de los Estados Unidos para el Desarrollo Internacional USAID

## Historia
El antiguo puente fue destruido, por el  Huracán Ida, en noviembre de 2009, posteriormente el 19 de diciembre de 2013 se comenzó la construcción del nuevo puente gracias a USAID en el marco del programa de reconstrucción de daños por la Huracán Ida.
Para no afectar el tráfico en la zona, ante el cierre de un tramo de la Carretera El Litoral, por la construcción del puente, el MOP instaló y habilitó un paso metálico provisional de 33 metros a dos carriles con acera peatonal, a usarse únicamente mientras se construía esta obra definitiva que fue hasta 8 meses después en el mes de julio, específicamente unos días antes de la inauguración el 16 julio.

## Información general

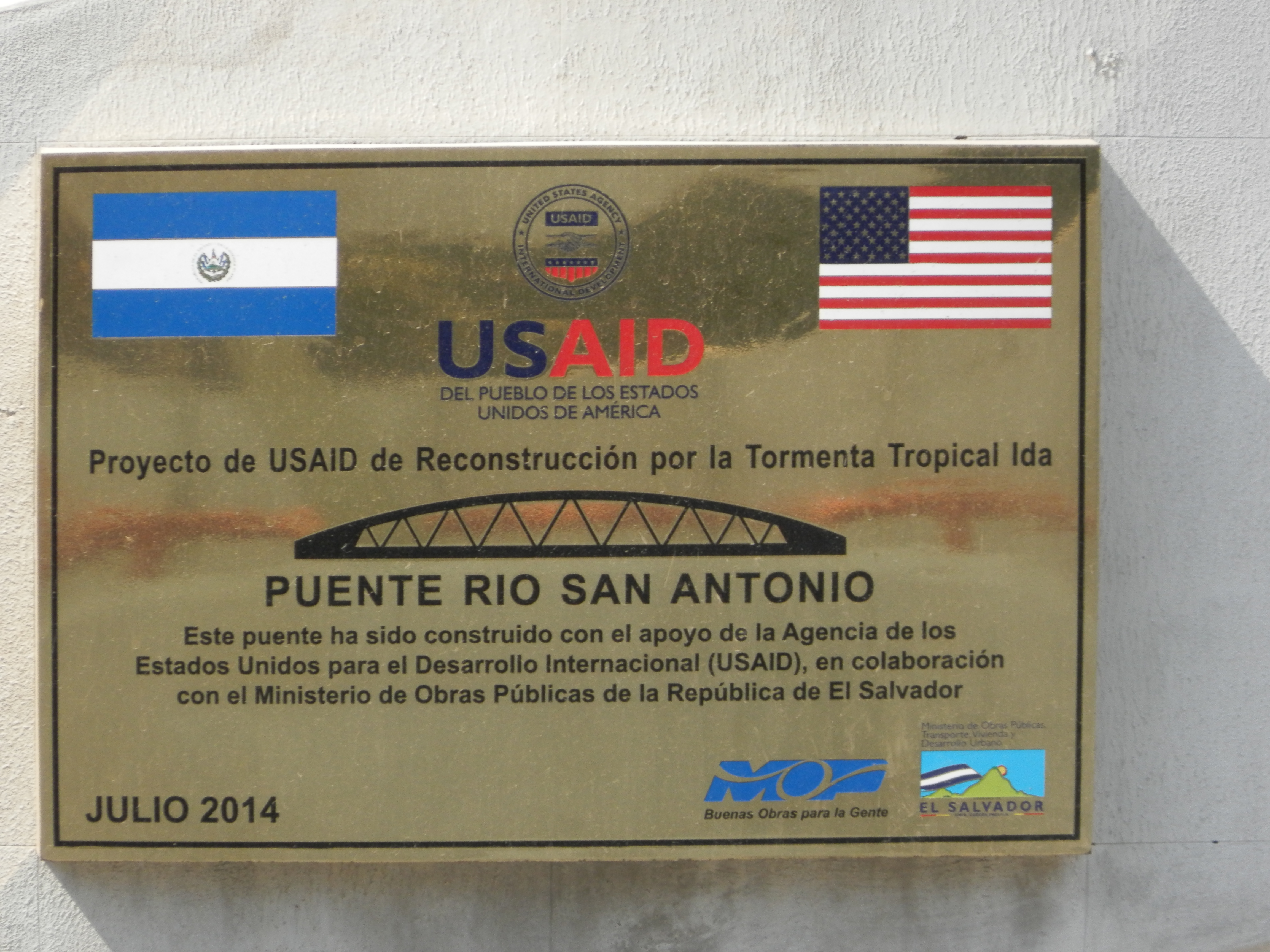
Placa ubicada en el puente

Esta obra fue ejecutada por USAID en el marco del programa de reconstrucción de daños por la  Tormenta Tropical Ida que realiza la fundación.
USAID, contrato a la empresa CIVING S.A de C.V. para el diseño y construcción de esta obra, que se ubica en el kilómetro 33.8 de la Carretera El Litoral, 2.4 kilómetros al oriente del  Puerto de La Libertad.
La obra consiste en la construcción de un puente de concreto presforzado del tipo “Bowstring”  (Arco Tirante) de 36 metros de luz, con dos arcos, uno a cada lado de la calzada, atirantados por su respectiva viga inferior postesada a la que se une en sus extremos.  En dichas vigas tirantes se empotran vigas transversales pretensadas de 10m de longitud, que conjuntamente con la losa superior de 20cm de espesor conforman el tablero.  Se complementa la funcionalidad con sendas aceras peatonales en voladizo en la parte exterior de los arcos.
El puente tiene una calzada de 9.30 metros, conformada por dos carriles de 3.60 metros de ancho y hombros de 1.05 metros, delimitados por barrera rígida y los propios arcos, emplazándose en cada lateral una acera de 1.10 metros de ancho.  El ancho total del puente asciende a 13.80 metros.    Cuenta con 4 postes de iluminación con 8 lámparas led con energía solar.
Para la protección de las márgenes en la zona del puente, se construyó un manto de escollera de tres metros y en la parte interna se ha dispuesto muros de mampostería de cinco metros de altura.
- Empresa responsable del diseño y construcción: CIVING S.A de C.V.
- Tiempo en el que se construyó: 8 MESES
- Monto: US$ 1.9 M
- Beneficiarios directos: 36 Mil habitantes
- Beneficiarios indirectos: 6 millones de habitantes

USAID, o en español Agencia de los Estados Unidos para el Desarrollo Internacional, es la agencia del gobierno de Los Estados Unidos principalmente responsable para la administración de ayuda extranjera civil. El Presidente John F. Kennedy creó USAID en 1961 a través de un orden ejecutivo para implementar programas de asistencia en desarrollo en áreas autorizados por el Congreso en el Acto de Ayuda Extranjera de 1961.

## Turismo
El Puente es una necesidad para la zona ya que es donde se encuentra la mayor concentración de turismo en la zona costera central del país, el puente es la conectividad entre los municipios de todo la carretera del litoral en el departamento de La Libertad y con más importancia porque los turistas accensan desde el  El Aeropuerto Internacional de El Salvador "Monseñor Oscar Arnulfo Romero y Galdámez", a través de esta vía a la zona costera turística de La Libertad, como las playas, El Obispo, El Majahual, El Tunco, El Zunzal, etc.

## Galería
- Datos: Q21065573